# Itamonte
Itamonte är en kommun i Brasilien.   Den ligger i delstaten Minas Gerais, i den sydöstra delen av landet, 800 km söder om huvudstaden Brasília. Antalet invånare är 14 007.
I omgivningarna runt Itamonte växer i huvudsak städsegrön lövskog. Runt Itamonte är det ganska glesbefolkat, med 29 invånare per kvadratkilometer.